# Амоне, Аса
Аасаэли Амоне (англ. Aasaeli Amone, родился 8 января 1966 года) — тонганский регбист и игрок в регбилиг, выступавший на позиции флай-хава в регби-15 и на позициях фулбэка, центра, винга и пропа в регби-13. На высшем уровне представлял такие английские регбилиг-клубы, как «Галифакс» и «Фезерстоун Роверс».

## Биография
Начинал игровую карьеру в регби-15. Дебютировал за сборную Тонги 29 мая 1987 года матчем первого чемпионата мира против Уэльса; сыграл также встречу против Ирландии на чемпионате мира; в обоих матчах набрал 12 очков благодаря четырём забитым штрафным. Последний матч провёл 31 мая 1988 года против Фиджи. В 5 играх набрал 15 очков (5 штрафных).
Позже Амоне перешёл в регбилиг: в 1995 году играл за сборную Тонги на чемпионате мира. Выступал в Суперлиге за клуб «Галифакс», также играл за английские «Фезерстоун Роверс» и «Донкастер». За «Фезерстоун» дебютировал 1 февраля 1998 года, выступая за команду до 1999 года; 26 сентября 1998 года участвовал в Суперфинале Первого дивизиона против «Уэйкфилд Тринити» (поражение 22:24). Выступал также в составе разных клубов Новой Зеландии, отметился выступлениями за австралийский «Оранж Хоукс» (англ. Orange Hawks). В 2006 году перешёл в команду «Кантас Симс» (англ. Qantas Cyms).
По состоянию на 2011 год работал на шахте в Западной Австралии.